# Curtonotum arenatum
Curtonotum arenatum är en tvåvingeart som först beskrevs av Osten Sacken 1882.  Curtonotum arenatum ingår i släktet Curtonotum och familjen Curtonotidae.
Artens utbredningsområde är Filippinerna. Inga underarter finns listade i Catalogue of Life.